# Škoda Transportation

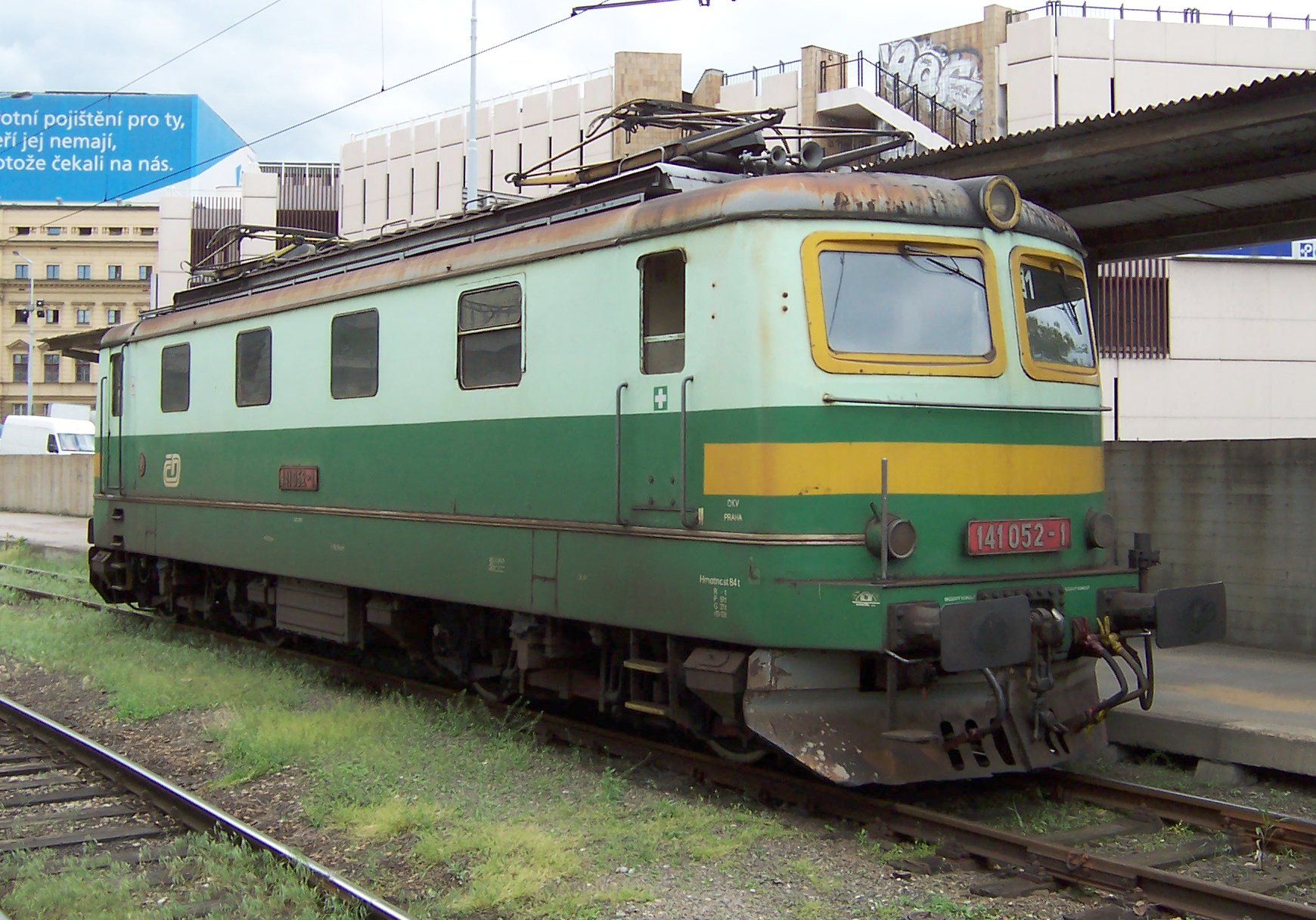
Lokomotywa serii 141 ČD produkcji zakładów Škoda

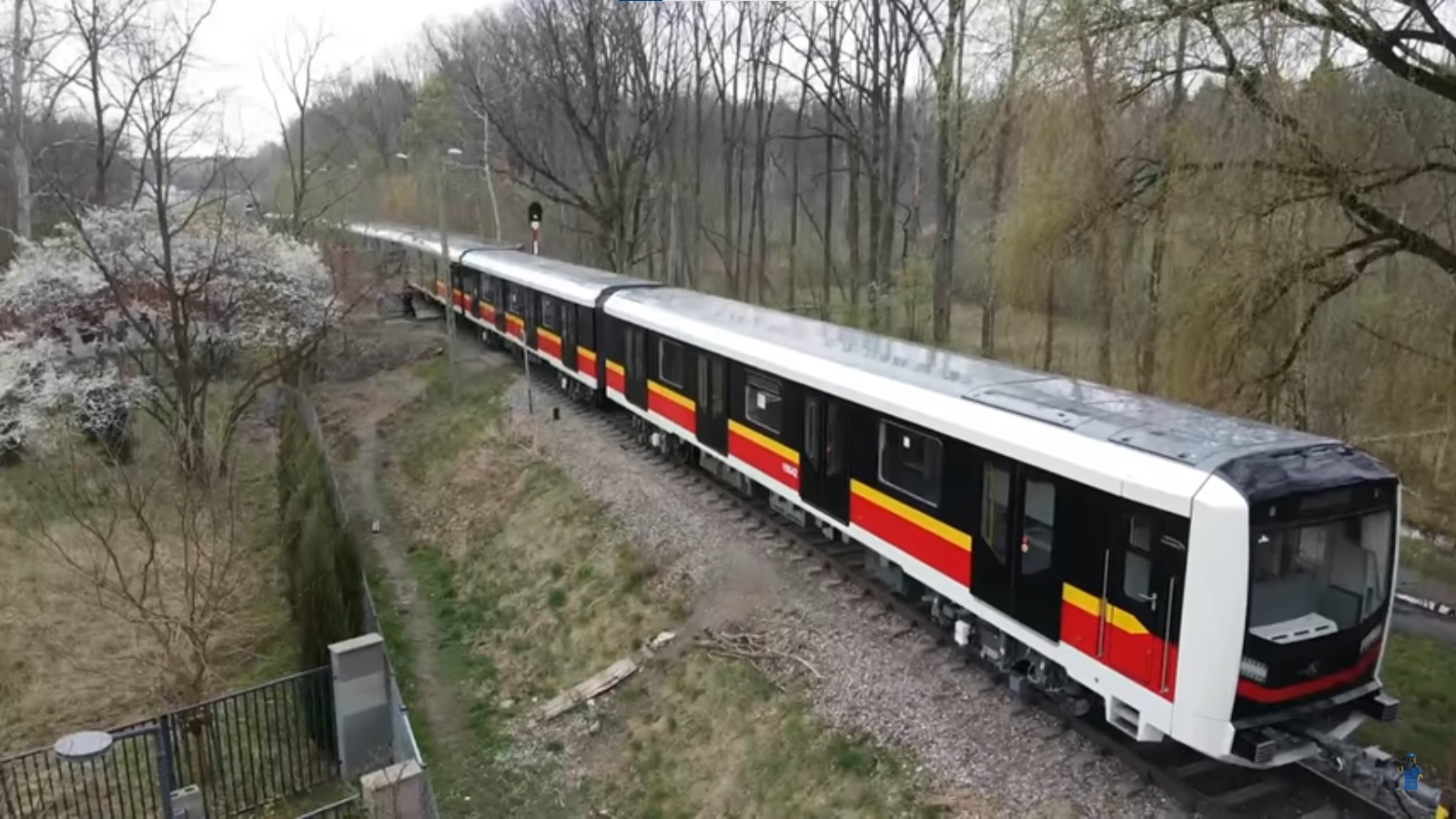
Skoda Varsovia

Škoda Transportation a.s. ([ˈʃkɔda] posłuchajⓘ) – czeskie przedsiębiorstwo przemysłu maszynowego z główną siedzibą w Pilźnie.

## Historia
Początki przedsiębiorstwa sięgają 1859, kiedy to hrabia Valdštejn założył w Pilźnie oddział swej fabryki maszyn i odlewni. W roku 1869 fabrykę wykupił jej główny inżynier Emil Škoda i od tego roku przyjęła ona jego nazwisko (jako tzw. Škodovy závody – Zakłady Škody). W 1899 następuje transformacja przedsiębiorstwa w spółkę akcyjną i przestawienie na produkcję broni. Po powstaniu Czechosłowacji w roku 1918 rozszerzono zakres produkcji o lokomotywy, samochody, samoloty, statki i inne.
Podczas II wojny światowej zakłady stały się ośrodkiem nazistowskiego przemysłu wojennego, a w kwietniu 1945 w wyniku nalotu aliantów zniszczone zostało 70% zakładów. Po wojnie przedsiębiorstwo znacjonalizowano i oddzielono od niego niektóre zakłady (m.in. fabrykę samochodów w mieście Mladá Boleslav – późniejsza Škoda Auto – i fabrykę samolotów w Pradze). Następuje przestawienie produkcji na potrzeby przemysłu ciężkiego, głównie państw bloku wschodniego. W latach 1951–1953 zakłady nosiły imię W.I. Lenina, ale z nazwy tej szybko zrezygnowano, gdyż odstraszała zagranicznych kontrahentów i powrócono do nazwy Škoda.
Po 1989 rozpoczęto prywatyzację, a w 1992 podjęto decyzję o wyborze tzw. „czeskiej drogi” podczas prywatyzacji (prywatyzacja bez udziału spółek zagranicznych). Spowodowało to problemy finansowe, ale groźbę bankructwa zażegnano w roku 1999 poprzez umowę z bankami. W kwietniu 2000 założono spółkę akcyjną Škoda Holding.
Od jesieni 2017 roku Škoda Transportation jest własnością grupy kapitałowej PPF. W maju 2018 r. zakończył się trwający od 2015 proces wykupu 100% akcji fińskiego producenta taboru Transtech.

## Oddziały Škoda Holding
- Energetyka:
  - Škoda Power a.s.
  - Škoda Power Pvt. Ltd.
  - Škoda Jinma Turbine Ltd.
- Transport:
  - Škoda Transportation a.s.
  - Škoda Electric s.r.o.
  - Škoda Vagonka, a.s
  - Sibelektroprivod
  - Škoda Ostrov s.r.o.
  - VÚKV, a.s.

## Produkcja
- środki transportu (lokomotywy, tramwaje, trolejbusy)
- obrabiarki
- energetyka
- badania i rozwój

### Tramwaje

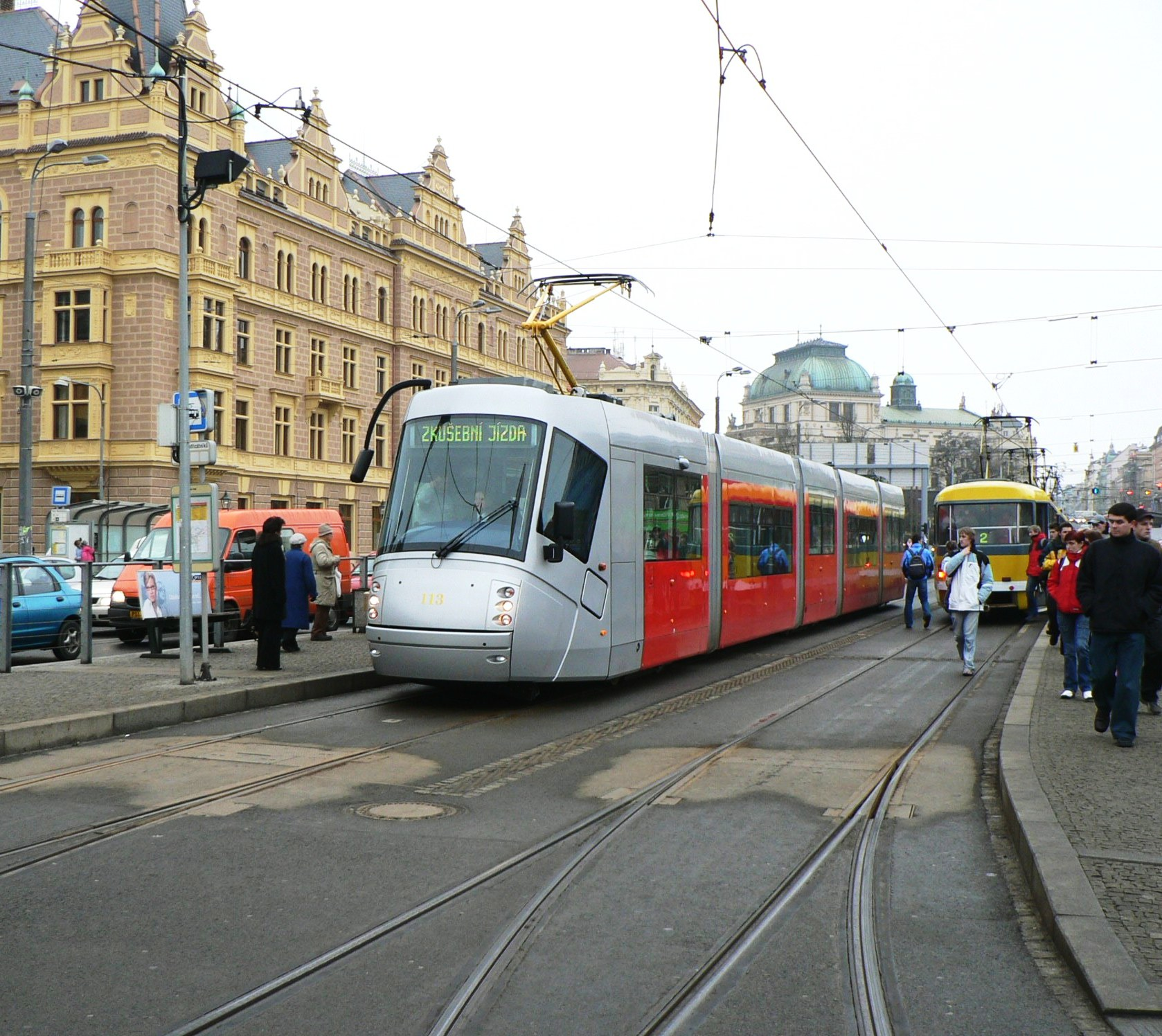
Tramwaj Škoda 14 T dla Pragi

Škoda wykorzystała lukę po największym producencie taboru tramwajowego w Czechach – zakładach ČKD w Pradze, które zostały wykupione przez koncern Siemens i zaprzestały produkcji tramwajów. Oprócz produkcji na rynek krajowy prowadzi także eksport.
Trójczłonowe wersje (03 T i 10 T) oznaczane są nazwą Astra (asynchronní tramvaj – tramwaj asynchroniczny), a w Brnie Anitra (asynchronní nízkopodlažní tramvaj – asynchroniczny tramwaj niskopodłogowy), zaś pięcioczłonowe (05 T, 06 T) nazwą Vektra (velkokapacitní tramvaj – tramwaj wielkopojemny).
Od roku 2002 jeden z kooperantów Škody – firma Inekon, podjęła wraz z przedsiębiorstwem komunikacyjnym miasta Ostrawy produkcję wozów Trio, bazujących na rozwiązaniach tramwaju 03 T. Od 2007 tramwaje Škody można również spotkać na ulicach Wrocławia, gdzie pojawił się najpierw model 16 T, a w 2011 19 T.
| Model | Lata budowy | Miejsca eksploatacji                              | Liczba sztuk |
| ----- | ----------- | ------------------------------------------------- | ------------ |
| 03 T  | 1997 – 2005 | Pilzno, Brno, Most i Litvínov, Ołomuniec, Ostrawa | 48           |
| 05 T  | 2003        | Pilzno (prototyp)                                 | 1            |
| 06 T  | 2006 – 2007 | Cagliari (Włochy)                                 | 9            |
| 10 T  | 2001 – 2002 | Portland, Tacoma (USA)                            | 7 + 3        |
| 13 T  | 2007 –      | Brno (w produkcji)                                | 20           |
| 14 T  | 2005 – 2009 | Praga                                             | 60           |
| 15 T  | 2010 –      | Praga (w produkcji)                               | 250          |
| 15 T  | 2010 –      | Ryga (w produkcji)                                | 20 + 20      |
| 16 T  | 2006 – 2007 | Wrocław                                           | 17           |
| 19 T  | 2010 – 2011 | Wrocław                                           | 31           |
| 26 T  | 2012        | Miszkolc                                          | 31           |
| 30 T  | 2013 – 2015 | Bratysława                                        | 15           |

### Trolejbusy

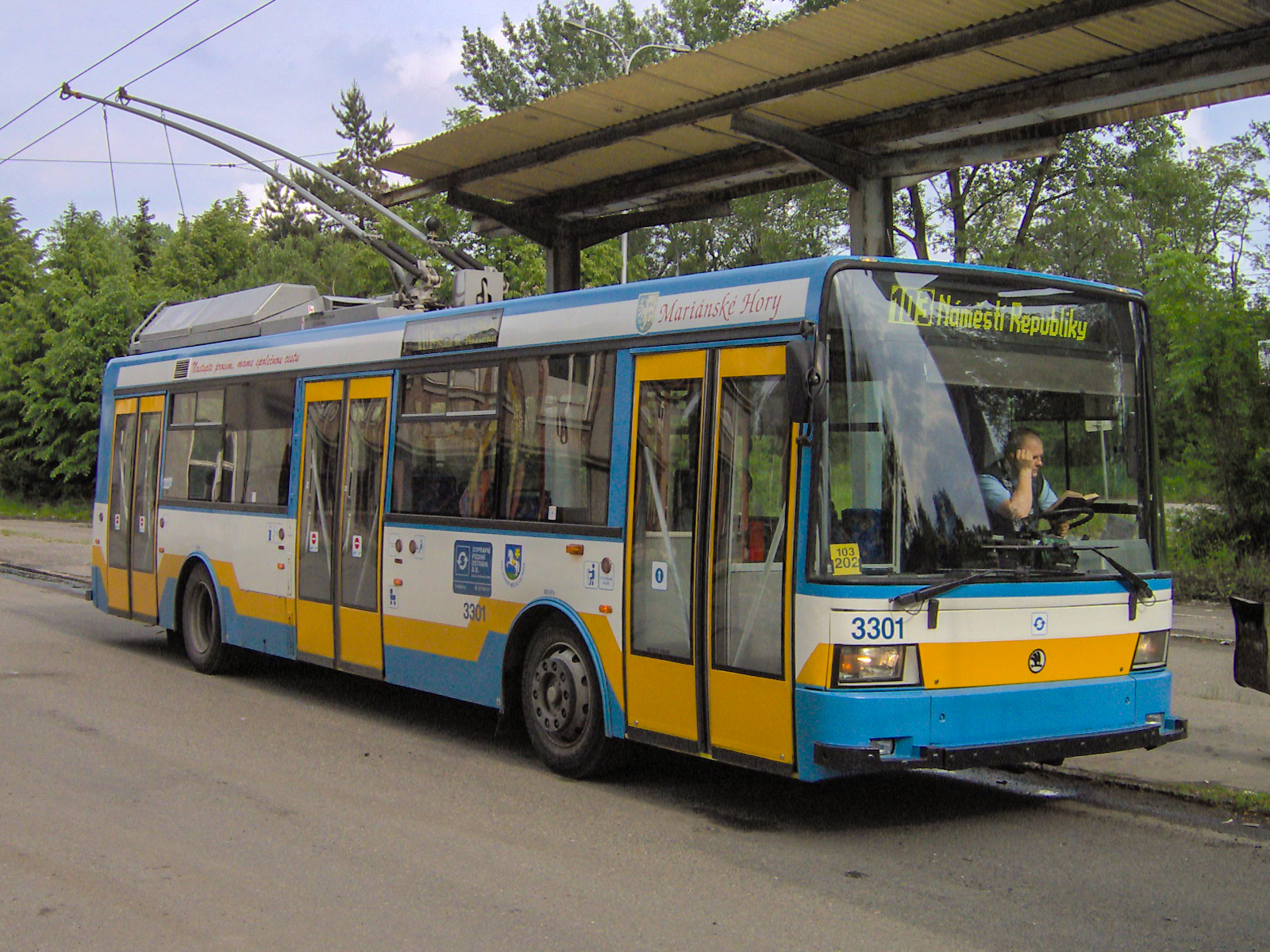
Trolejbus Škoda 21Tr w Ostrawie

Firma Škoda produkowała w swojej historii następujące typy trolejbusów:
| Model | Lata budowy             | Miejsca eksploatacji | Liczba sztuk |
| ----- | ----------------------- | -------------------- | ------------ |
| 1Tr   | 1936                    | Praga                | 1            |
| 2Tr   | 1938                    | Pilzno, Praga        | 5            |
| 3Tr   | 1941 – 1948             | Pilzno               | 34           |
| 4Tr   | 1942                    | –                    | –            |
| 5Tr   | 1943                    | –                    | –            |
| 6Tr   | 1949                    | Brno, Pilzno         | 16           |
| 7Tr   | 1950-1955               |                      | 173          |
| 8Tr   | 1955-1961               |                      | 742          |
| 9Tr   | 1958-1981               |                      | 7372         |
| 10Tr  | koniec lat 50. XX wieku | –                    | –            |
| T 11  | 1964-1967               |                      | 8            |
| 12Tr  | ?                       | ZSRR                 | ?            |
| 13Tr  | 1969                    | ?                    | ?            |
| 14Tr  | 1972-2004               |                      | 3852         |
| 15Tr  | 1988-2004               |                      | 600          |
| 16Tr  | ?                       | ?                    | ?            |
| 17Tr  | 1987-1990               | Ostrawa              | 3            |
| 18Tr  | ?                       | ?                    | ?            |
| 19Tr  | ?                       | ?                    | ?            |
| 20Tr  | ?                       | ?                    | ?            |
| 21Tr  | 1995-2004               |                      | 135          |
| 22Tr  | 1993-2004               |                      | 13           |
| 23Tr  | ?                       | ?                    | ?            |
| 24Tr  | 2003-do dziś            |                      | ?            |
| 25Tr  | 2004-do dziś            |                      | ?            |
| 26Tr  | 2009-do dziś            |                      | ?            |
| 27Tr  | 2009-do dziś            | ?                    | ?            |
| 28Tr  | 2009-do dziś            |                      | ?            |

### Lokomotywy
Zakłady Škoda produkowały lokomotywy parowe, spalinowe oraz elektryczne.
Lokomotywy parowe oferowane były od 1920 do 1958 roku. Łącznie powstało ponad 3300 parowozów.
Škoda wyprodukowała pierwszą lokomotywę elektryczną już w 1928 roku. Od tego momentu powstało ponad 5500 egzemplarzy elektrowozów różnego typu. Wiele z nich zostało wyeksportowanych do ówczesnego ZSRR.

#### Typ 109E
W drugiej połowie lat 90. w biurze konstrukcyjnym należącym do Škoda Transportation, rozpoczęto pracę nad całkowicie nową, elektryczną, wielosystemową lokomotywą przeznaczoną do prowadzenia pociągów pasażerskich z prędkością do 200 km/h. Nowy typ oznaczono jako 109E.
Aktualnie lokomotywy typu 109E posiadają České dráhy oraz Železnice Slovenskej republiky.
W 2013 roku niemiecki przewoźnik DB podpisał umowę na dostarczenie 6 składów pociągów pasażerskich wyposażonych w lokomotywy 109E.